# 대우그룹
대우그룹(大宇─, Daewoo Group)은 1967년 창립한 대우실업을 모태로 1980년대부터 1990년대 말까지 존재한 대한민국의 대규모 기업집단이었다. 대도섬유의 대(大)와 김우중의 우(宇)를 따서 만들었다. 섬유·무역·건설·조선·중장비·자동차·전자·통신·관광·금융 등 여러 사업부문을 두었으며, 1993년 세계경영 전략 채택 이후 강력한 외형확장으로 사세를 넓혀갔고 1998년에는 현대그룹에 이어 재계 2위에 올랐으나 외환위기 이후, 자체 구조조정 실패와 1999년 삼성과의 전자-자동차 빅딜 실패로 1999년 10월부터 워크아웃에 들어갔고 그룹 해체를 맞았다.

## 기업연혁

과거 대우그룹의 본사였던 서울스퀘어.

대우는 1967년 소규모 사업체로 창업하였으나, 1970년대 경제성장 및 수출호조에 따른 비약적인 발전, 그리고 정부 주도의 중화학공업 육성정책에 힘입어 단기간에 대한민국 최대기업으로서 성장을 이루게 된다. 대우는 1980년대 후반부터 대한민국 외 국가로 눈을 돌려 동유럽 및 신흥시장 개척을 추진해 왔고, 1993년 세계경영에 나서면서 사세확장을 시도하였다. 이후 외환위기 속에서도 1997년 법정관리에 들어간 쌍용자동차를 인수하였다. 1998년 상반기에는 현대그룹에 이은 (자산총액기준) 재계 2위에 올랐다. 그러나 김대중 정부 출범이후 외환위기 극복과정에서 자체적 구조조정 실패와 무리한 차입금이 발목을 잡았고 1998년 10월, 대우그룹이 신청한 기업어음(CP)발행이 중단되면서 그룹 위기가 찾아왔다. 1999년이 되면서 삼성그룹과의 대우전자-삼성자동차의 빅딜협상에 들어갔으나 동년 7월, 협상이 결렬되었다. 이후 김우중 회장은 자동차를 중심으로 그룹 구조조정에 뒤늦게 들어갔으나 대우그룹 채권단은 이를 받아들이지 않았고 1999년 10월, 그룹 해체 수순을 밟았다.

### 성장
1967년 대우실업 창립 이래, 부산에 공장을 설치하여 1970년대 와이셔츠 등의 봉제품 및 섬유제품의 수출호조와 더불어 경제고도성장으로 급속한 발전을 이루어 신흥 사업체로 주목받았고, 더욱이 정부가 주도하던 경제 정책에 발맞춰 금융, 전자, 중공업, 자동차 사업에도 뛰어들면서 대우 그룹을 형성하게 된다.
- 1967년 3월 22일 모태인 대우실업(주)(대우가족) 창립. (섬유류 봉제품 생산, 수출 주도)
- 1969년 8월 대한민국 기업 해외지사 1호 시드니에 개설.
- 1971년 9월 (주)내쇼날의류 설립.
- 1972년 9월 고려피혁(주) 인수.
- 1973년 쌍미섬유공업(주) 인수. 대우증권의 전신 동양증권(주) 인수. 대우건설(주) 설립.
- 1975년 2월 대우빌딩 착공.
- 1975년 5월 대우실업(주), 종합무역상사 지정.
- 1976년 2월 한국기계공업(주) 인수. 10월 해외건설업면허 취득. 대우중공업(주) 출범.
- 1977년 대우센터 빌딩 준공. 8월 (주)제철화학 경영권 인수.
- 1978년 7월 산업은행으로부터 새한자동차(주) 지분 인수. 대한조선공사 옥포조선소 인수 후 9월 대우조선공업(주) 설립.

### 도약기
대우 그룹은 (주)대우의 출범과 새한자동차 경영권 장악, 가전사업 진출을 잇달아 성사시키며 현대(現代), 삼성(三星), 럭키금성(LG)과 함께 대한민국 4대 기업군으로 성장한다. 국내 업체들과의 출혈 경쟁에서 기술력과 수익성의 한계를 느낀 대우는 세계로 눈을 돌려 냉전체제의 완화가 도래한 시점에 동유럽 및 공산권 국가에 현지법인을 설립하면서 신시장 개척을 준비하였다.
- 1981년 10월 옥포조선소 준공. 수출의날 15억불탑 수상. 대우실업(주) 및 대우개발(주) 합병 결의.
- 1982년 모기업 (주)대우 출범. 수출의날 20억불탑 수상.
- 1983년 대우자동차(주) 출범. 대우전자(주)에서 대한전선(주)의 가전부문을 흡수. 대우통신(주) 설립.
- 1984년 경남기업(주) 경영 참여. (주)대우경제연구소 설립. 10월 대우자동차부품(주) 설립. 대한민국 최초 VTR 수출.
- 1986년 대우증권 런던사무소 개설. 9월 경남기업(주) 계열 편입.
- 1987년 미얀마 현지 철도차량공장 준공.
- 1988년 (주)대우 동베를린지사 설치. 대우투자자문(주) 설립. 프랑스 롱위 전자레인지 공장 건립. 대우증권 홍콩사무소 개설.
- 1989년 제철화학 외 3개사 매각. 대우정보시스템 설립. 대우기전공업㈜ 출범. MHB-Daewoo Bank 설립.
- 1990년 (주)대우 모스크바지사 설치. 대우중공업(주) 유럽현지법인 설립. 멕시코 컬러TV 공장 건립.
- 1991년 (주)대우 북경지사 설치. 대우증권(주) 유럽현지법인 설립, 취리히사무소 개설.
- 1992년 4월 佛 컬러TV 공장 건립. 佛 컴퓨터 판매법인 설립. 대우증권 美 현지법인 설립. 대우차-GM 제휴관계 청산.

### 팽창기
(주)대우가 구축한 세계무역네트워크를 기반으로 대우자동차(주), 대우중공업(주), 대우전자(주)가 국제적으로 널리 진출하는 '세계경영'은 1993년 '세계경영 우리기술' 슬로건 선포를 시점으로 본격화되었다. 대우가 당시 내세웠던 세계경영은 선진업체가 진출하지 않은 옛 공산권 국가와 앞으로 발전가능성이 무한한 개발도상국 시장을 집중적으로 공략하는 것으로, 현지법인 설립과 인수합병을 통해 단기간에 정착하여 사세확장을 꾀하는 형태이다. 실제로 대우가 진출을 시도한 개발도상국가의 정부에서는 자국의 경제활성화 목적에서 대우에 전폭적인 지원을 해주었기에, 대우의 사업확장은 더욱 쉽게 이뤄질 수 있었다. 대한민국 시장에서 크게 주목받지 못했던 대우자동차(주)의 경우는 대한민국 외 국가에서 판매하는 수량이 대한민국에서 판매하는 수량을 앞지르는 현상을 가져오기도 했다. 이같은 대우의 급속한 성장은 대한민국 경제계와 대한민국 외 국가 경제에 큰 반향을 가져다 주었다.
- 1993년 1월 대우자판 설립.
- 1993년 2월 베트남 합작은행 출자.
- 1993년 3월 세계경영 선포.
- 1993년 5월 우즈벡 가전 공장 설립.
- 1993년 7월 대우중공업(주) 미국현지법인 DEC 설립.
- 1993년 8월 폴란드 TV 공장 설립.
- 1993년 9월 세계최초 공기방울 세탁기 개발.
- 1994년 2월 대우할부금융 설립.
- 1994년 3월 인도 합작증권사 CRB-Daewoo Securities Ltd 출자.
- 1994년 5월 대우자동차(주) 영국 워딩 자동차 기술연구소 건립.
- 1994년 6월 대우중공업 영국현지법인 유로 대우 UK 설립.
- 1994년 10월 대우중공업(주) 대우조선공업 흡수 합병. 중국현지법인 대우중공업연대유한공사 설립.
- 1994년 11월 루마니아 자동차합작공장 DAEWOO-RODAE 설립. 대우중공업(주) 러시아 기술연구소 DISK 설립.
- 1995년 1월 대우중공업(주) 독일 현지법인 ECO 설립. 대우전자(주) 말레이시아 세탁기 공장 설립. 대우뱅크 출범.
- 1995년 2월 대우중공업(주) 일본 현지법인 대우건기 설립.
- 1995년 3월 체코 최대 국영상용차업체 AVIA사 인수. 대우증권(주) 홍콩현지법인 설립.
- 1995년 4월 대우증권(주) 상해사무소 개설.
- 1995년 5월 대한민국 기업 최초, 대북 협력사업 정부승인 획득.
- 1995년 6월 다이너스카드사 인수.
- 1995년 7월 동우개발(주)의 사명을 (주)대우개발로 변경.
- 1995년 9월 베트남 하노이 컬러브라운관 공장 준공. 우즈벡 공화국에 교환기합작공장 알로카대우 설립.
- 1995년 10월 중국천진 팩스밀리 합작공장 설립.
- 1995년 11월 베트남 최초 타포린 합작생산 공장 준공. 폴란드 최대 자동차기업 FSO 인수, DAEWOO-FSO 출범.
- 1996년 3월 대우증권(주) 싱가폴사무소 개설. 루마니아 DAEWOO-RODAE 공장 준공.
- 1996년 5월 남북경협 최초회사 민족산업총회사 남포에 설립. 앙골라 대규모 유전발견.
- 1996년 6월 프랑스 롱위 컬러브라운관 공장 준공. 인도뉴델리 첨단 소프트웨어 연구개발센타 설립. 페루육상 유전인수 입찰수주.
- 1996년 7월 한진투자증권 합작 법인 서울투신운용(주) 설립. 우크라이나 대용량교환기 합작공장 드니프로-대우 설립.
- 1996년 10월 대우증권(주) 동경지점 개점. UZ-Daewoo 자동차 공장 준공. 베트남 비담코 자동차 공장 준공.
- 1996년 11월 인도네시아 자카르타 컬러브라운관 공장 준공. 중국 광케이블 합작회사 우시-대우 설립. 루마니아 합작은행 설립.
- 1997년 3월 우즈베키스탄 대우은행 (Uz-Daewoo Bank) 설립.
- 1997년 4월 인도 종합 가전공장 설립. 군산 종합 자동차공장 준공.
- 1997년 5월 인도 CRB증권 대우파이낸스로 상호 변경. 대우선물(주) 설립.
- 1997년 6월 대우증권(주) 싱가포르 현지법인 설립.
- 1997년 7월 대우리스 체코에 설립.
- 1997년 9월 대우자동차(주) 우크라이나 합작공장 설립계약 체결.
- 1997년 12월 한국전기초자(주) 인수.

### 해체
대우는 세계경영으로 철저히 현지화를 추구함으로써 1993년 당시 150여개에 불과했던 대한민국 외 국가 현지법인을 1998년 11월에는 396개로 끌어올리는 가시적인 성과를 거두었다. 대우는 1997년 다가온 경제위기에도 아랑곳하지 않고 매물로 나온 쌍용자동차(주)를 인수하여 소형차에서 대형차는 물론, 버스와 트럭, 사륜구동 SUV 자동차에 이르기까지 다양한 차량을 생산하는 풀라인업을 완성시키고 그 밖에도 해외 현지공장 인수 및 확장을 멈추지 않았다. 그 결과 대우는 1998년 삼성(三星)을 제치고 재계서열 2위까지 뛰어오른다.
- 1998년 3월 30일 대우자동차(주), 쌍용자동차(주) 인수.
- 1998년 5월 스페인 냉장고 공장 설립.
- 1998년 6월 우크라이나 자동차 법인 AUTOZAZ-DAEWOO 공장 본격 가동.
- 1998년 7월 미국 Fortune 선정 매출 500대 기업 중 세계 18위의 기업으로 도약.
- 1998년 10월 대우중공업(주) 이집트공장 준공.
- 1998년 11월 무역의 날 150억불 수출의 탑 수상.

그러나 경기침체의 장기화와 세계 시장의 위축으로 대우의 입지는 크게 흔들렸고, 개발도상국가 위주로 판매망을 확대해온 대우자동차의 부진이 거듭되었다. 경영여건이 안정되지 못한 상황에서 추진한 쌍용자동차의 인수도 큰 실익을 거두지 못하였고, 외형확대의 초점을 맞추어 경영해오다보니 당시 정부가 요구했던 구조조정에는 소극적인 자세를 취해오다보니 구조조정의 실시가 경쟁 그룹에 비해 늦은 편이었다. 정부 주도의 산업체계 개편에 따라 늦게나마 추진한 대우전자-삼성자동차 빅딜협상은 양사간 입장차이로 끝내 결렬되었으며, 1999년 여름에 접어들면서 그룹의 운명을 좌우할 대우와 GM과의 협상(대우차와의 경영권 문제)마저도 실패한 대우는 급속한 몰락의 길을 걷게 된다. 자금난이 가중되던 대우는 알짜자산인 힐튼호텔 매각 등을 성사시키기도 하지만 1999년 3월에는 이미 부채 비율을 무려 400%를 훨씬 넘은 상태여서 수습이 어려운 지경이었다. 7월 대우는 초고강도 구조조정안을 발표하였으나 채권단은 이를 반려한다. 결국 대우는 1999년 8월 16일 채권단의 재무구조개선수정약정 체결과 더불어, 26일 채권단 관리하에 워크아웃을 맞이함으로써 그룹 해체의 길로 접어든다. 지난 1967년 창업 이래 32년간 대한민국에 경쟁성장의 견인차로 역할을 해오던 기업 중 하나로서, 1993년 세계경영을 선포한지 6년 만에 역사 속으로 사라지고 말았다.
- 1998년 11월 대우그룹 1차 구조조정안 발표.
- 1998년 12월 대우전자(주) 및 삼성자동차(주) 빅딜 발표. (사업맞교환)
- 1999년 4월 19일 대우 2차 구조조정안 발표. (대우 조선, 상용차, 힐튼호텔 등 매각)
- 1999년 6월 30일 삼성자동차 워크아웃 돌입.
- 1999년 7월 16일 대우그룹 구조조정안 발표. (자동차 전문그룹으로의 재탄생)
- 1999년 8월 3일 제일은행 등 채권단 구조조정안 반려.
- 1999년 8월 16일 대우 채권단, 재무구조개선수정약정 체결.
- 1999년 8월 26일 (주)대우, 대우중공업(주), 대우자동차(주), 대우전자(주) 등 12개 회사 워크아웃 돌입.
- 1999년 8월 30일 대우증권(주) 계열 분리, 채권단으로 이양.
- 1999년 10월 김우중 회장, 중국 옌타이 대우자동차 부품공장 준공식 참석.
- 1999년 11월 1일 대우 회장 및 대우그룹 사장단 퇴진.
- 2000년 4월 15일 대규모기업집단 지정 제외.

한 때 세계 경영의 첨병으로 불렸던 대우의 몰락은 경제계에 큰 충격을 가져다 주었다. 대우사태는 당대 큰 기업은 절대 흥한다는 '대마불사'의 신화를 깨고 차입경영을 일삼는 부실기업을 과감하게 퇴출시킨 사례로 건실한 기업풍토 조성에 크게 기여했다는 평이 있는 반면, 대우가 밝혀지지 않은 요인(정치적 문제 또는 국제적 외압)에 의해 희생되었다는 여론도 일부 존재하고 있어 지금도 눈길을 끈다.

## 구 대우그룹 계열사
현재 대우의 계열사들은 그룹 해체 후 자립 혹은 새로운 기업의 인수를 통해 각자 다른 길을 걷고 있다. 그룹이 해체된 이후에도 포스코대우, 대우건설, 대우조선해양 등 몇몇 회사들은 여전히 대우의 이름을 유지하며 성공적으로 영업 중이다.

### 자동차 사업
대우가 가장 심혈을 기울였던 자동차 사업은 1997년 신차 출시, 1998년 쌍용자동차 인수에 따른 사세 확장으로 대한민국 시장에서 호조를 거두었으나 부채 누적으로 인한 만성적인 적자로, 대우그룹 핵심 계열사들이 워크아웃에 돌입하면서 완전히 공중분해되고 말았다.
대우자동차(주)는 포드, 제너럴 모터스(GM) 등 두 양사간의 해외 매각 의사를 타진하였으나 최종적으로 협상이 모두 결렬되었으며, 대우자동차(주)는 경영 정상화 실패로 인해 2000년 11월 10일에 인천지방법원에 법정관리(정리절차) 개시 신청을 냈고, 노사가 극적으로 노사협의회 합의문에 합의한 후, 회사 측의 자구의지를 긍정적으로 평가하여, 법정관리 개시 결정이 내려졌다.
대우자동차는 GM 매각을 위한 구조조정 계획의 일환으로, 9992억 원의 자구계획을 마련해 강도 높은 구조조정에 들어가 인력을 7300여 명 줄이고 재료비, 경상비, 투자비 등을 대폭 감축했으며, 부평공장 생산직 직원 1750명이 강제로 거리로 내몰리는 역대 최대 규모의 정리해고가 김대중 정부 출범 당시에 근로기준법 개정 이후, 2001년 2월초에 단행되기도 했다.
미국 GM이 2001년 6월초에 대우차 인수 의향서를 제출하여, 이듬해인 2002년 10월 28일에 GM대우(현 한국지엠)라는 외국계 기업으로 새롭게 출범했고, 대한민국 시장에서 시장점유율 확대에 실패하여 고전을 계속하였던 GM대우는 글로벌 GM의 전략적 요충지로 키우기 위해서 2011년 1월 쉐보레 브랜드로의 흡수 통합을 선언하였으며, 2011년 한국GM(주)가 새롭게 출범하였다.
GM이 인수하지 않은 버스부문, 상용차부문, 부평공장은 대우버스(주), 대우상용차(주), 대우인천자동차(주)로 분할, 매각되었다.
대우자동차(주)의 버스부문인 대우버스(주)는 영안모자에 매각되었고, 트럭을 생산하는 상용차 부문은 인도 최대의 재벌인 타타(TATA)에 매각되어 타타대우상용차(주)로 사명을 변경하였다.
대우그룹 시절 대우자동차와의 합병을 계획하였던 쌍용자동차(주)는 대우그룹의 구조조정 당시 대우차와의 분리 매각이 결정되면서 2000년 4월 대우 계열에서 정식으로 분리되었다. 후에 쌍용자동차(주)는 2005년 중국 국영자동차회사인 상하이자동차 그룹에 인수되어, 미국발 금융 위기로 인한 판매 부진이 계속 거듭되면서 2009년 쌍용자동차(주)의 경영권을 포기하고 한국 시장에 철수하였다. 2009년 쌍용자동차(주)는 법정관리 체제에 들어갔으며, 구조조정에 따른 대규모 정리해고 사태로 노사간의 첨예한 대립까지 위태로울 정도로 심각한 위기에 직면하다가 2010년 말 인도의 마힌드라 자동차에 인수되어 현재에 이르고 있다.

### 건설, 무역
1999년 워크아웃으로 (주)대우지스틱스가 먼저 분사되었으며, 2000년 12월 모기업 (주)대우가 3개사로 재탄생한다. 청산을 위한 (주)대우 존속법인과 무역부문의 (주)대우인터내셔널, 건설부문의 (주)대우건설로 나뉜다.
(주)대우인터내셔널은 대우의 모태사업인 무역은 물론 백화점 등 사업도 하고 있다. 2010년 포스코에 인수되었고, 지금의 포스코대우로 재출범한다. 백화점 사업은 2014년 롯데쇼핑(주)에서 인수하여 롯데백화점 마산점이 되었고, 이마저도 2024년 6월 30일에 폐점하였다고 한다.
(주)대우건설은 워크아웃을 단기에 졸업했으며 2006년 12월 금호아시아나그룹에 인수되었다. 그러나 금호아시아나그룹이 무리한 인수합병으로 인한 후유증에 세계 금융위기까지 겪으며 극심한 자금난을 겪자, 2010년 (주)대우건설에 대한 경영권을 포기하였고, 2011년 1월에 금호아시아나 계열에서 정식으로 분리되었고 한국산업은행을 거쳐 중흥그룹에 의해 인수되었다. 현재 최대주주는 중흥그룹이다.
대우그룹의 또다른 건설회사였던 경남기업(주)는 성완종이 이끄는 충남지역 건설사인 대아건설(주)에 인수되었다가 2004년에 대아건설(주)을 합병하면서 국내 10위권의 대형 건설사로 성장가도를 달린다. 2009년 대한민국 건설사들의 잇따른 경영난으로 워크아웃을 재차 겪지만, 실적 개선 등에 힘입어 2011년 5월 워크아웃을 졸업하는데 성공한다. 2015년 하지만 건설업계 불황이 장기화되고 기업의 오너(Owner)인 성완종이 자원외교비리수사에 연루되어 스스로 목숨을 끊는 사건이 발생하면서, 2015년 4월 마침내 경남기업은 법정관리에 들어가고 만다. 2017년 sm그룹이 인수하여 지금에 이르고 있다.

### 중공업, 조선
2000년 대우중공업(주)도 대우종합기계(주), 대우조선공업(주) 그리고 대우중공업(주) 잔존법인으로 분할되었다.
주력부문이었던 중장비 및 군수물자 생산을 담당하는 대우종합기계(주)는 2005년에 두산 계열로 편입, 두산인프라코어(주)로 재탄생하였다.
대우중공업의 조선해양부문은 대우조선공업 주식회사로 분사되었다가 곧 대우조선해양주식회사로 사명을 변경한다. 2000년대 조선업계의 호황으로 대우의 계열사 중 가장 먼저 워크아웃을 졸업한 회사로도 주목받았고, 조선업을 통해 벌어들인 수익을 기반으로 건설, 상조사업 등에도 진출하며 자체적으로 조선사업 중심의 기업집단을 일구었다. 2000년 출범한 이래 수년간 경쟁업체인 현대중공업, 삼성중공업과 함께 선박 수주잔량으로 세계 수위권을 다투왔지만 2008년 세계금융위기를 변곡점으로 대우조선해양은 2010년대 중반에 이르러 조선업황의 악화로 존폐의 기로에 놓여있는 상태이다.
대우중공업이 3개사로 분할되기 전인 1999년 7월에는 철도차량 생산부문이 경쟁사인 현대정공(주), 한진중공업(주)와 함께 현물출자 형식으로 단일법인을 설립함으로써 국내 유일의 철차제작업체인 한국철도차량주식회사가 탄생하였다. 하지만 대우종합기계(주)가 승계받은 한국철도차량(주)의 지분은 경영정상화를 위해 2001년에 현대자동차그룹에 전량 매각됨으로써 주식회사 로템(現 현대로템(주))으로 재출범한다.
대우중공업(주)의 항공사업부문도 1999년 8월에 삼성항공산업(주), 현대우주항공(주)과 통합하여 새로이 한국항공우주산업(주)로 출범하였지만, 대우중공업의 지분을 인계받은 두산그룹의 DIP홀딩스에서는 2016년 한국항공우주산업의 보유지분을 전부 정리하였다.

### 전자, 통신
한때 세계 각국의 생산기지를 설치하며 세계적인 전자기업을 표방해 오던 대우전자(주)는 1999년 워크아웃 대상기업으로 지정되었고, 2000년 4월 대우전자 중심의 기업집단을 구축하고 비수익 사업을 정리하는 과정에서 피아노 사업을 담당하는 벨로체, 컴퓨터 사업을 담당하는 대우루컴즈, 가스보일러 사업을 담당하는 대우가스보일러 등이 독립된 업체로 분리되었다. 2002년 대우전자의 TV, 백색가전 등 주력 핵심사업부문이 대부분 대우모터공업 주식회사로 인계되어 이듬해인 2003년에 (주)대우일렉트로닉스로 재출범하였다. 이후에도 2008년 대우디스플레이 등이 분리되어 대우일렉트로닉스는 사실상 백색가전 전문업체가 되었다. 2013년 동부그룹이 인수함으로써 동부대우전자 주식회사로 이름이 바뀌다가 2018년 대유그룹이 인수하여 주식회사 대우전자로 부활하였다. 2019년 주식회사 위니아대우 로 이름이 바꿔다가 2020년 주식회사 위니아전자로 이름이 바꿨다.
대우전자부품도 1999년 대우그룹 구조조정으로 워크아웃(기업개선작업) 대상으로 지정되었다. 2000년 4월 대우그룹에서 분리되었다. 2008년 회생절차개시 결정을 받았고, 2010년 2월 회생절차 종결 결정을 받았다. 그 후 현대자동차의 1차 협력그룹인 아진그룹이 인수했다.
대우통신(주)은 정상화를 위해 통신 관련사업부문을 매각하여 컴퓨터사업은 대우컴퓨터에 양도하였으며 그밖에 사업부문은 대우텔레텍, 대우글로벌 그리고 1999년 합병된 대우정밀공업 계열의 업체들은 대우정밀, 대우파워트레인, 대우프라스틱 등으로 분사되었다.
대우정밀(주)은 에스엔티(S&T그룹)에 인수되어 현재 S&T모티브로 운영 중이며 대우파워트레인(주)은 GM대우오토앤테크놀로지컴퍼니(지금의 한국지엠주식회사)에 매각되었고, 대우프라스틱(주)는 삼라마이다스그룹(SM그룹)으로 매각된 후 대우라이프(주)로 바뀌었다가 계열사인 남선알미늄(주)에 합병되었다.
전자 계열사였던 오리온전기(주), 한국전기초자(주), 광전자(주) 등도 워크아웃을 맞아 자취를 감추거나 독자생존의 길을 모색하고 있다.

### 금융
대우증권(주)는 1999년 대우가 해체되기 전 채권단이 인수하였으며 후에 대주주가 한국산업은행으로 변경된다. 2009년에는 한국산업은행의 민영화에 따라 새로이 출범한 KDB금융그룹의 계열사로 편입되었다. 2015년에는 미래에셋금융그룹의 계열사로 편입되었다.
2001년 8월 (주)다이너스카드클럽코리아는 현대자동차(주)에 매각되어 현대카드(주)로 변경되었다.
대우캐피탈(주)는 아주그룹에 편입되어 아주캐피탈(주)로 바뀌었다.

### 스포츠
대우그룹에서 운영 중이던 부산 대우 로얄즈는 현대산업개발에 매각, 인천 대우 제우스는 신세기통신에 매각되고 인천 신세기 빅스로 변경하며 현재 부산 아이파크와 대구 한국가스공사 페가수스로 명맥을 이어오고 있다.

### 미디어
케이블 채널 중에서 대우시네마네트워크는 동양그룹에 매각되어 OCN(현재 CJ 산하)으로 변경되었다.

## 같이 보기

### 건설, 무역
- (주)대우 무역 → 포스코대우 (포스코에 인수) → 포스코인터내셔널
- (주)대우 건설 → 대우건설 (최대주주 한국산업은행)
- (주)대우 백화점 → 롯데백화점 마산점 (롯데쇼핑에 인수)

### 자동차
- 대우자동차 → GM대우오토앤테크놀로지 → 한국지엠 (2002년 제너럴 모터스에 인수)
- 대우자동차 버스 부문 → 자일대우버스 (2003년 영안모자에 인수)
- 대우자동차 상용차 부문 → 타타대우상용차 (2004년 타타에 인수) → 타타대우모빌리티
- 쌍용자동차→KG모빌리티 (1998년 대우자동차에서 인수, 2004년 상하이자동차에 인수, 2010년 마힌드라에 피인수, 2022년 KG그룹에 피인수)
- 대우자동차판매 자동차판매 부분 → 대우자동차판매 (2010년 영안모자에 인수)
- 대우자동차판매 건설 부문 → 대우산업개발 (2011년 중국 풍화(豊華)그룹에 인수)

### 중공업
- 대우중공업 종합기계 부문 → 두산인프라코어 (2005년 두산그룹에 인수)
- 대우중공업 조선해양 부문 → 대우조선해양 → 한화오션
- 대우중공업 철도차량 부문 → 현대로템 (2001년 현대자동차그룹에 인수)

### 전자
- 대우전자 → 동부대우전자 → 대우전자 (2018년 대우그룹에 인수) → 위니아대우 → 위니아전자
- 대우정밀공업 → S&T모티브 (2006년 S&T그룹에 인수)

### 금융
- 대우증권 → 미래에셋대우 (2016년 미래에셋금융그룹에 인수)
- 다이너스클럽코리아 → 현대카드 (2001년 현대자동차그룹에 인수)
- 대우캐피탈 → 아주캐피탈 (2005년 아주그룹에 인수)

### 기타
- 대우엔지니어링 → 포스코엔지니어링 (1990년 계열 분리 → 2002년 포스코에 인수)
- 신성통상 (1984년 계열 분리 → 2002년 가나안에서 인수)
- 대창기업
- (주)고려 → SG고려 (구 고려피혁공업주식회사 → 2003년 (주)가로수닷컴에 인수)
- 세계물산 → SG위카스 → SG세계물산 (2002년 SK글로벌에 인수 → 2005년 (주)가로수닷컴에 인수)
- 대우시네마네트워크 → (주)오리온시네마네트워크 (1999년 동양그룹에 인수되어 별도법인인 온미디어 설립 → 2010년 CJ에 인수 → 2013년 CJ ENM에 흡수 합병)
- 부산 대우 로얄즈 → 부산 아이파크 (2000년 현대산업개발에 인수)
- 인천 대우 제우스 → 인천 신세기 빅스 (1999년 신세기통신에 인수)